# Hassan Amzile
Hassan Amzile est un boxeur français né le 5 juin 1988 à Rueil-Malmaison.

## Carrière sportive
Évoluant en poids super-légers (moins de 64 kg), il est triple champion de France amateur de 2013 à 2015 et s'est qualifié pour les Jeux olympiques d'été de 2016. 
Hassan Amzile passe dans les rangs professionnels en 2019 et remporte ses 3 premier combats, le 13 novembre 2021, il  remporte la coupe de France élite des poids super-légers et devient challenger officiel pour le championnat de France.Il devient champion de France des super légers à son quatrième combat professionnel, le 19 mars 2022 en battant Abderrazak Houya à l'unanimité des juges.